# 吳紫燕
吳紫燕（Ng Tsz Yin, Milki，1988年9月9日—），香港女子保齡球運動員。

## 簡歷
2007年5月，就讀中四的吳紫燕在港九校際保齡球錦標賽的個人賽中打出263分，創下她的保齡球生涯中最好個人成績，更奪得賽事的「一局最高績分獎」。
2013年6月，吳紫燕出戰亞洲保齡球巡迴賽香港站，先在八強賽以169分險勝隊友陳淑嫻，再打出200分力壓另一隊友容可怡，奪得女子組冠軍。
2014年9月，吳紫燕代表中國香港參加南韓仁川舉行的亞運會保齡球比賽。